# HD 131752
HD 131752，又名CD-38 9785，SAO 206110、HR 5561，是一颗恒星，视星等为6.36，位于銀經327.79，銀緯17.34，其B1900.0坐标为赤經14h 50m 13.8s，赤緯-39° 17.34′ 38″。